# Aedes podographicus
Aedes podographicus är en tvåvingeart som beskrevs av Dyar och Frederick Knab 1906. Aedes podographicus ingår i släktet Aedes och familjen stickmyggor. Inga underarter finns listade i Catalogue of Life.